# Mohammed Shia' Al Sudani
assinatura
Mohammed Shia' Sabbar al-Sudani (em árabe: محمد شياع السوداني) é um político iraquiano. Foi Ministro dos Direitos Humanos do Iraque no Conselho de Ministros do Primeiro Ministro Nouri al-Maliki de 2010 a outubro de 2014 e governador da província de Maysan entre 2009 e 2010. Desde 27 de outubro de 2022 é o Primeiro-Ministro do Iraque.

## Biografia
Sudani nasceu em Bagdá em 1970. Ele é casado e tem quatro filhos. Sudani é bacharel pela Universidade de Bagdá em Ciências Agrárias e tem mestrado em Gerenciamento de Projetos. Aos 10 anos, ele testemunhou seu pai e cinco outros membros da família serem executados por serem membros do Partido Islâmico Dawa. Sudani também participou das revoltas de 1991 que começaram após o fim da Guerra do Golfo. Em 1997, ele foi nomeado para o Escritório de Agricultura de Maysan, no qual foi chefe do departamento de agricultura da cidade de Kumait, chefe do departamento de agricultura da cidade de Ali Al-Sharqi, chefe do departamento de produção agrícola e engenheiro supervisor do Programa Nacional de Pesquisa com a Food and Agriculture Organização das Nações Unidas.
Após a invasão do Iraque pelos Estados Unidos e seus aliados em 2003, Sudani trabalhou como coordenador entre a administração da Província de Maysan e o CPA. Em 2004 Sudani foi nomeado prefeito da cidade de Amarah, em 2005 foi eleito membro do Conselho da Província de Maysan. Foi reeleito em 2009 e nomeado governador pelo conselho.

## Sudani como Ministro dos Direitos Humanos do Iraque
Ele foi nomeado pelo primeiro-ministro Nouri al-Maliki como Ministro dos Direitos Humanos após as eleições parlamentares de 2010, sendo aprovado pelo parlamento em 21 de dezembro de 2010.
Durante 2011, ele foi brevemente presidente da Comissão de Justiça e Responsabilidade para De-Ba'athification, que tinha o poder de barrar indivíduos do governo devido a ligações com o antigo Partido Ba'ath no poder.
Ele foi ministro em agosto de 2014, quando milhares de yazidis foram massacrados no norte do Iraque pelo ISIS. Ele descreveu isso como " uma atrocidade cruel " e disse que era " responsabilidade da comunidade internacional tomar uma posição firme contra o Estado Islâmico " e " começar a guerra contra o Estado Islâmico para impedir genocídios e atrocidades contra civis ".
Ele pediu ao Conselho de Direitos Humanos das Nações Unidas que iniciasse uma investigação sobre crimes contra civis cometidos pelo ISIS. Ele descreveu os crimes do ISIS como genocídio e crimes contra a humanidade. " Estamos diante de um monstro terrorista ", explicou. " O movimento deles deve ser coibido. Seus bens devem ser congelados e confiscados. Suas capacidades militares devem ser destruídas. "
Ele foi sucedido por Mohammed Mahdi Ameen al-Bayati em outubro de 2014, quando o governo de Haider al-Abadi assumiu o poder.

## Primeiro ministro
Em uma tentativa de encerrar a crise política iraquiana de 2022, o quadro de coordenação nomeou oficialmente Al Sudani para o cargo de primeiro-ministro.